# 大灣里 (高雄市)
大灣里是臺灣高雄市仁武區底下的一個里，位在仁武區南部，北邊是八卦里，東邊是赤山里，南邊則是三民區鼎金里，西邊是三民區鼎強里。里名來自於境內的大灣聚落。

## 沿革
大灣里所在地在清代屬於鳳山縣半屏里。日治初期曾被劃分為鳳山廳楠梓支廳的大灣庄，後期則是高雄州高雄郡仁武庄的大灣大字。
二次大戰後，上級行政區劃改為高雄縣仁武鄉，大灣聚落一帶設立「大灣村」。2010年12月25日高雄縣市合併後，行政區劃改為高雄縣仁武區大灣里。

## 首長

### 大灣村長
以下所列者為歷屆大灣村長：
- 莊讚丁：連三屆
- 吳山知
- 徐阿忠：連三屆
- 吳江水
- 葉未春
- 林德鳳：連兩屆
- 吳春讚
- 吳世昌
- 葉未春
- 吳春和
- 黃鍾滿蓮
- 吳文財

### 大灣里長
以下所列者為歷任大灣里長：
- 謝文王
- 謝瑋原：連三任（現任）